# (20348) 1998 HK122
A (20348) 1998 HK122 a Naprendszer kisbolygóövében található aszteroida. A LINEAR projekt keretében fedezték fel 1998. április 23-án.